# Озёра Танзании

Крупнейшие озера вдоль Восточно-Африканской зоны разломов

Танзания находится в регионе Великих Африканских озёр и располагает озёрами общей площадью примерно 61 500 км2 (23 700 кв. миль), что составляет примерно 6 % от площади страны. 88 % площади озёр занято тремя основными озёрами. Виктория и Танганьика являются частью Великих Африканских озёр. Озеро Виктория является самым большим пресноводным озером в Африке, а озеро Танганьика является вторым по объёму вмещаемой воды озером в мире.

## Список озёр
В таблице приводится информация о каждом озере:
Название: как указано в Комитете всемирного наследия
Площадь: Площадь озера (примечание: несколько озёр меняют площадь их поверхности постоянно, из-за погодных условий)
Страны: Страны в которых располагаются данные озера
Описание: Краткое описание озера
  Спорное озеро"
| Название   | Изображение | Площадь                      | Страны                                                         | Описание | Примечания  |
| ---------- | ----------- | ---------------------------- | -------------------------------------------------------------- | --- | ----------- |
| Виктория   |             | 68 800 км2 (26 600 кв. миль) | Танзания · Кения · Уганда                                      | Виктория — самое большое из Великих Африканских озёр, и самое большое пресноводное озеро в Африке. Озеро является вторым по величине пресноводным озером в мире и охватывает три страны. | [ 2 ]       |
| Танганьика |             | 32 900 км2 (12 700 кв. миль) | Танзания · Демократическая Республика Конго · Бурунди · Замбия | Танганьика — одно из Великих Африканских озёр, второе по глубине и объёму озеро в мире. Озера разделяет границы четырёх государств и имеет жизненно важное значение для торговли людей, проживающих вдоль озера. На данном озере работает старейший в мире паром Лиемба.                                                               | [ 3 ]       |
| Ньяса      |             | 29 600 км2 (11 400 кв. миль) | Танзания · Малави · Мозамбик                                   | Танзания владеет более 800 километров (500 миль) береговой линии озера, однако граница с Малави оспаривается — Малави претендует на всю северную часть озера, а Танзания претендует на её восточную половину. Озеро также известно как озеро Малави.                                                                                   | [ 4 ] [ 5 ] |
| Руква      |             | ~ 5760 км2 (2220 кв. миль)   | Танзания                                                       | Руква — бессточное озеро в долине Руква на юго-западе Танзании. Это содовое озеро, которое лежит на высоте примерно 800 метров (2600 футов) вдоль Восточно-Африканского разлома. | [ 6 ]       |
| Эяси       |             | 1050 км2 (410 кв. миль)      | Танзания                                                       | Эяси — это бессточное минеральное озеро, расположенное на территории Восточно-Африканской рифтовой долины. Озеро сильно зависит от погодных условий, и почти высыхает во время сезона засухи. |             |
| Натрон     |             | 1,040 км2 (0,40 кв. миль)    | Танзания                                                       | Озеро Натрон — это солёное и содовое озеро. Озеро находится в области Аруша, рядом со знаменитым вулканом Ол-Доиньо-Ленгаи. Озеро знаменито своим красным щелочным слоем на поверхности, а его pH колеблется между 10,5 and 12. | [ 7 ]       |
| Маньяра    |             | 230,5 км2 (89 кв. миль)      | Танзания                                                       | Озеро Маньяра — это мелководное содовое озеро в Восточно-Африканская рифтовой долине, окружённое занимающим 127 квадратных миль (330 км2) национальным парком Лейк-Маньяра. |             |
| Буриги     |             | 70 км2 (27 кв. миль)         | Танзания                                                       | Озеро расположено в области Кагера в северной Танзании. Озеро простирается на 18 километров (11 миль) в длину и настолько узкое, что с одной стороны всегда видно противоположную. Часть озера расположена в охотничьем заказнике Буриги, и вокруг озера водятся некоторые дикие животные.                                             | [ 8 ]       |
| Балангида  |             | 33 км2 (13 кв. миль)         | Танзания                                                       | Балангида — это содовое озеро в Натрон-Маньяра-Балангида, Южный Африканский Риф, в северо-центральной Танзании. | [ 9 ]       |
| Джипе      |             | 30 км2 (12 кв. миль)         | Танзания · Кения                                               | Озеро Джипе находится в округе Мванга области Килиманджаро на границе с Кенией. Озеро преимущественно находится в Кении и с кенийской стороны охраняется национальным парком Западный Цаво (национальный парк), а со стороны Танзании располагается в близком соседстве от Мкомази (национальный парк).                                |             |
| Бабати     |             | 21 км2 (8,1 кв. миль)        | Танзания                                                       | Бабати расположено в округе Бабати, Аруша восточнее национального парка Тарангире. Озеро известно благодаря большой популяции бегемотов. |             |
| Амбюсель   |             | 19 км2 (7,3 кв. миль)        | Танзания                                                       | Озеро Амбуссель является одним из четырёх водоемов в бассейне реки Пагани. | [ 8 ]       |
| Чала       |             | 4,2 км2 (1,6 кв. миль)       | Танзания · Кения                                               | Озеро Чала — это кратерное озеро у подножия горы Килиманджаро. Озеро окружено кратерной кромкой высотой в 100 метров (330 футов) и является домом для вымирающей тиляпии озера Чала. Когда-то в озере водились нильские крокодилы, однако они причиняли неудобство местному населению, и с течением времени были полностью истреблены. | [ 10 ]      |